# Языково (усадьба)
Языково-Богородское — имение дворянского рода Языковых, которое находилось на территории современного посёлка Языково Карсунского района Ульяновской области.

## История
Господский дом в усадьбе был построен в 1827 году. Вместе со строительством дома был заложен и парк, состоявший из двух частей: французской — она находилась перед фасадом дома, и пейзажной (английской) — перед прудами. При создании дома и парка все до последних мелочей создавалось по канонам классицизма. 
Двор, находившийся между домом и выездными воротами, весь утопал в цветах сирени и жасмина. К пруду вели три террасы – на верхней располагался дом, на следующей – смотровые площадки и цветники, а третья терраса, самая просторная, завершалась склоном. По нему к круглой площадке с цветником и фонтаном спускалась лестница, переходившая в дорожку, которая вела к мостику на остров посреди пруда. На территории усадьбы кроме барского дома, была и каменная церковь во имя Богородицы, 1770 года постройки (снесена в 1950-е годы). 
В 1830-х годах усадьба получила известность, как «прибежище поэзии», куда в гости к хозяину, поэту Н. М. Языкову,  его учёному брату П. М. Языкову и брату фольклориста и общественного деятеля Александра Языкова, заезжали: декабрист В. П. Ивашев, поэт-партизан Д. В. Давыдов, племянник историк Д. А. Валуев, мыслитель А. С. Хомяков. Хомяков женился на сестре братьев Языковых — Екатерине Языковой, также жившей в родовом имении. В усадьбе неоднократно бывал поэт и переводчик Д. П. Ознобишин и  русский писатель, этнограф и лексикограф, собиратель фольклора — В. И. Даль. 
В 1831 году вместе с П. В. Киреевским А. М. Языков организовал в округе сбор фольклорных материалов.
11 и 29 сентября 1833 года проездом в Оренбург и обратно здесь побывал А. С. Пушкин, где до сих пор растёт посаженная им ель, прозванной «Пушкинской елью».  
В 1874 году умер Александр Михайлович Языков, последний владелец усадьбы. Усадьба переходит его дочери Екатерине Александровне, жена графа Петра Николаевича Толстого, а от неё к их сыновьям А. П. и П. П. Толстым. Также часть имениния и усадьбы переходит к Василию Петровичу Языкову, сыну  П. М. Языкова.   
В 1877-1882 годах владельцем усадьбой и имением стал симбирский купец Фёдор Степанович Степанов.   
В 1898 году хозяином усадьбы стал Михаил Фёдорович Степанов, который организовал церковный хор из рабочих собственной фабрики. В 1901 году в его языковской усадьбе открылось вместительное здание театра на 800 человек. Спектакли давали артисты из числа языковских рабочих и служащих. Но главным его детищем стала оркестровая капелла, также созданная из детей фабричных рабочих. Для воплощения идеи он пригласил в 1900 году шесть профессиональных музыкантов и капельмейстера Михаила Евгеньевича Зельдина (отец артиста В. М. Зельдина) из Москвы, закупил духовые и струнные инструменты для 35 музыкантов.  
В начале XX века в доме жили творческие люди — жена последнего владельца усадьбы М. Ф. Степанова, русская певица Наталья Осиповна Степанова-Шевченко, дирижёр С. А. Логинов, композитор А. В. Варламов, режиссёр «Мосфильма» М. М. Степанов. 
С установлением Советской власти в 1918 году, в бывшем доме Языковых открыли детский дом и правление совхоза «Языковский».
Господский дом в Языково, с комнатой Пушкина, сгорел в 1922 году.  
Филиал Ульяновского областного краеведческого музея с 1993 года помещается в одной из деревянных хозяйственных построек (1935 года постройки) , оставшихся от усадьбы. К началу 2014 года, по заверениям ульяновского губернатора, планируется начать воссоздание усадебного дома.

## Современное состояние
- С 16 мая 1968 года «Языковский парк», принадлежавший поэту Н. М. Языкову, в котором осенью 1833 года дважды был А. С. Пушкин, парк по решению Ульяновского облисполкома, находится под государственной охраной.

- В 1972 году открыт музей «История села Языково. Братья Языковы»; позже в профсоюзной библиотеке текстильного комбината имени М. И. Калинина открылась «Пушкинская комната».

- 5 апреля 1986 года, по вопросу сохранения, реставрации и развития пластовских и языковских мест, здесь был министр культуры РСФСР Ю. С. Мелентьев, первый секретарь обкома КПСС Г. В. Колбин, председатель облисполкома А. М. Большов, ответственные работники Министерства культуры РСФСР, реставраторы, заслуженный художник РСФСР Н. А. Пластов (сын А. А. Пластова)[15].

- В 1986 году, облисполком принял решение, к 150-летию со дня рождения поэта Н. М. Языкова восстановить парк и пруд.[16]

- В 1993 году в Языково был открыт филиал Ульяновского областного краеведческого музея имени И. А. Гончарова — музей «История села Языково».

- В 2003 году к 200-летию со дня рождения Николая Языкова был восстановлен некрополь предков поэта, собраны и установлены на прежнее место надгробные плиты. Были отремонтированы фонтан и подпорная стенка, обозначен кирпичной кладкой периметр дома, отремонтирован один из сохранившихся подвалов, расчищены пруды и укреплены лозой, как в старину, их берега, оборудован причал для лодок. В реконструированном деревянном здании, построенном в 1935 году, действует мемориальный комплекс «Усадьба Языковых», как филиал областного краеведческого музея.

- В 2012 году, старинный  парк — бывшее имение дворян Языковых — и музейный комплекс «Усадьба Языковых», большой вклад  в создание музейного комплекса  внёс профессор Казанского университета, писатель, председатель юбилейного оргкомитета по празднованию 200-летия Н. М. Языкова  Н. В. Нарышкин.

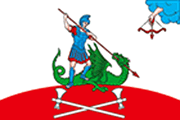
Флаг Языковского сельского поселения.

- В память о Языковых в 2013 году на флаге и гербе Языковского городского поселения изображен их родовой герб.

## Достопримечательности
- «Пушкинская ель» — ель, по преданию посаженная самим А. С. Пушкиным.
- Музейный комплекс «Усадьба Языковых».
- Старинный парк с прудами.
- Восстановленный некрополь предков поэта.

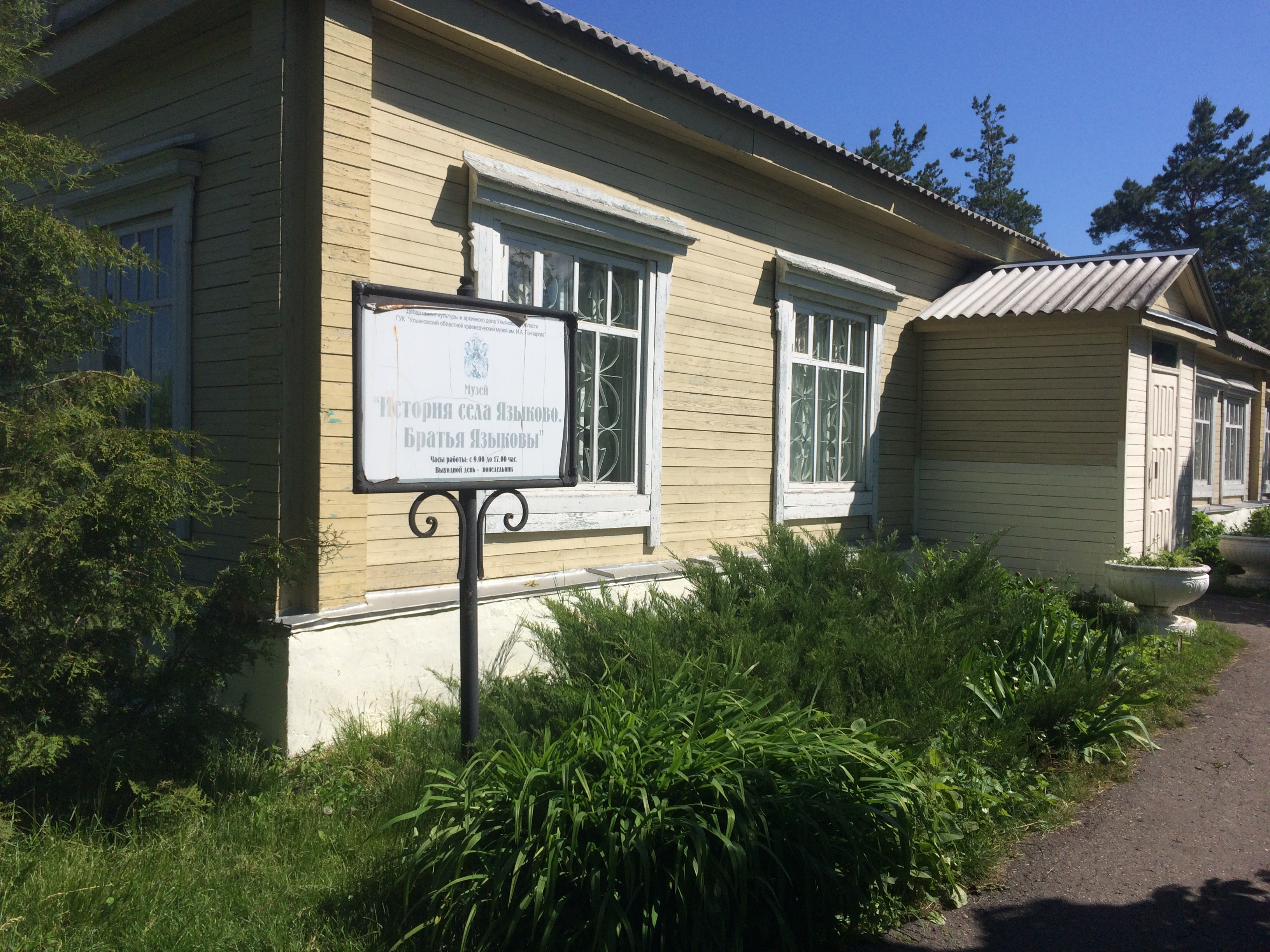
Музей Языковых.
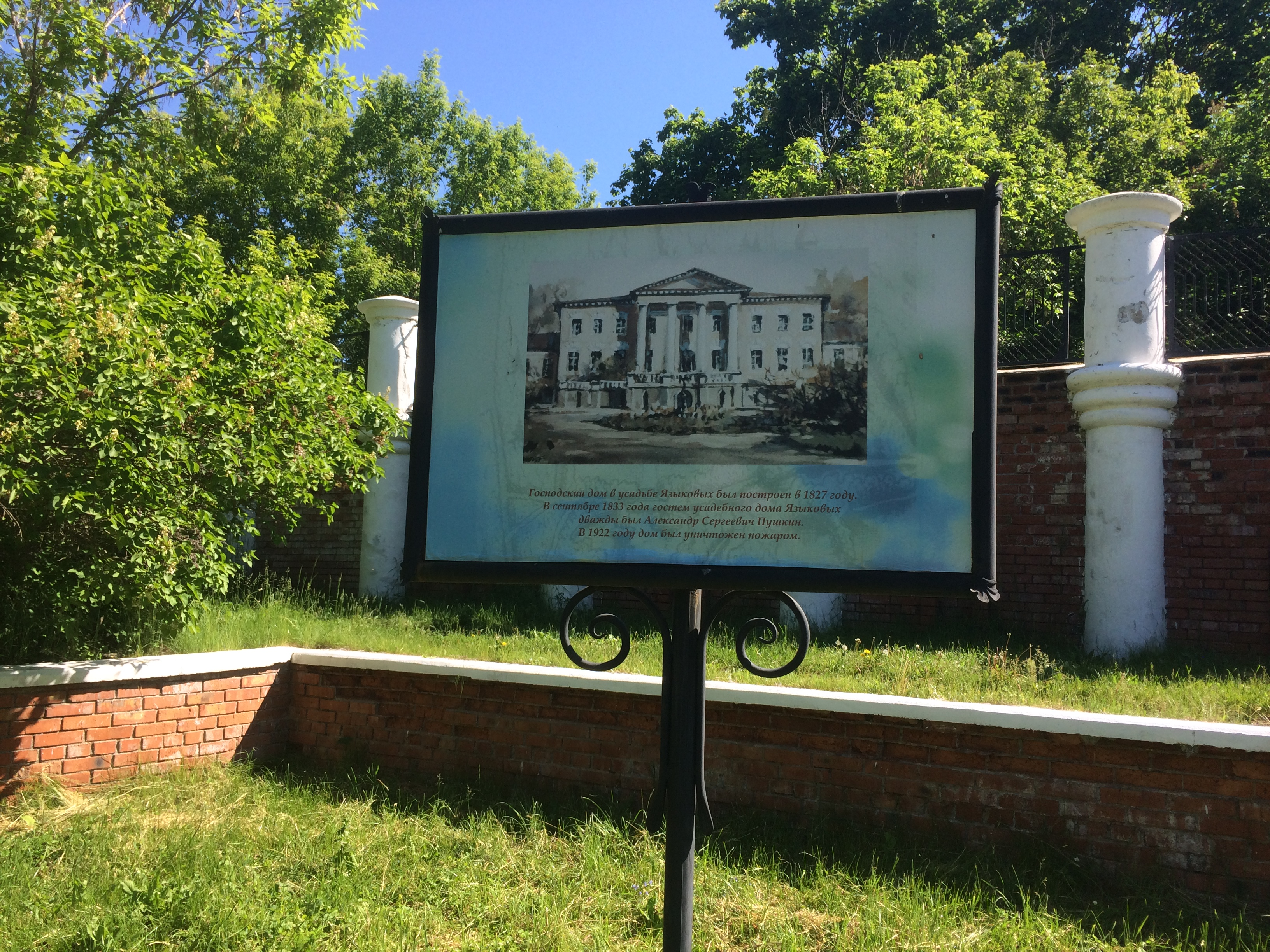
Парк усадьбы поэта Языкова Н.М., где бывал поэт Пушкин А.С.
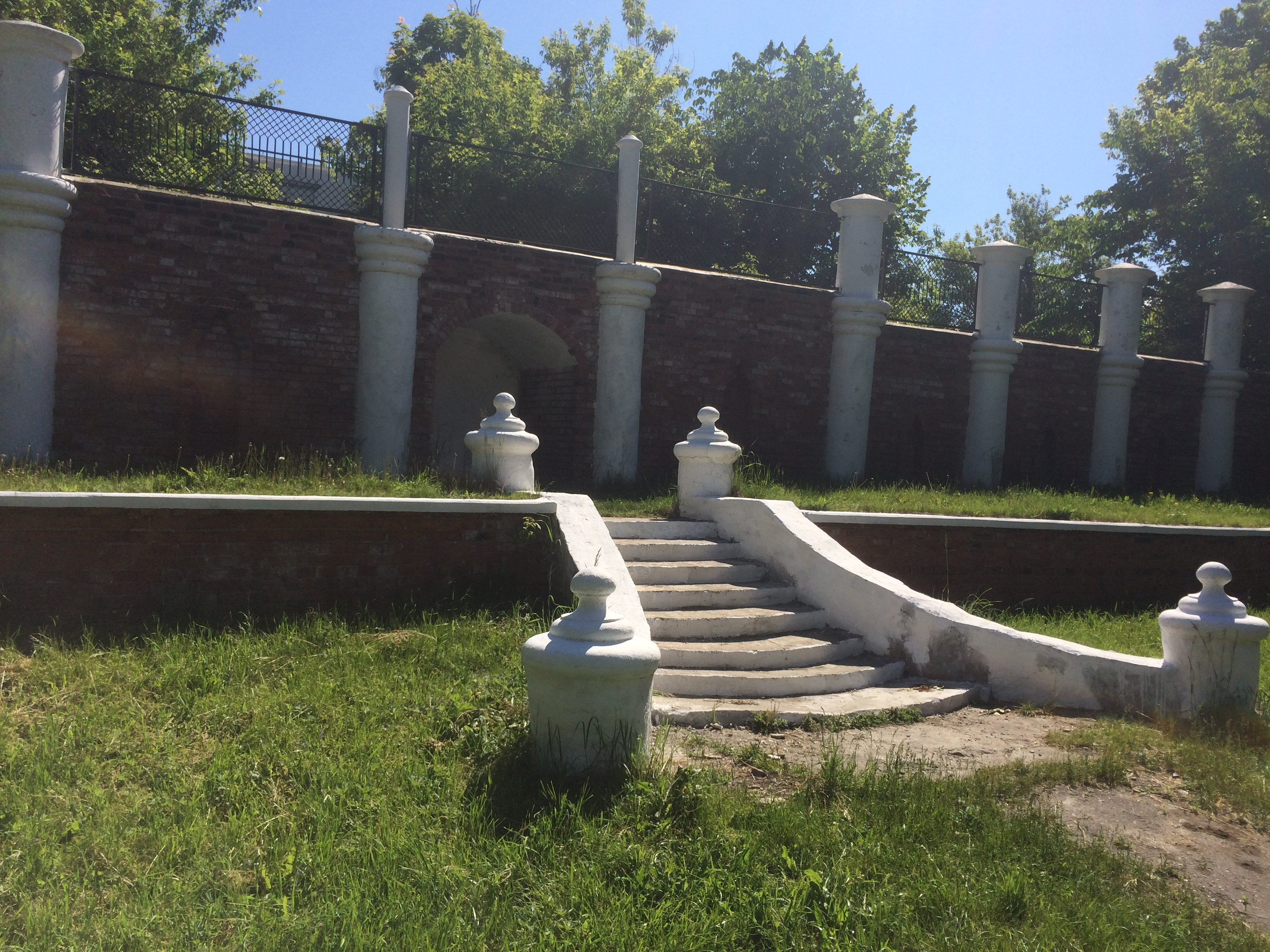
Остатки усадьбы Языковых.
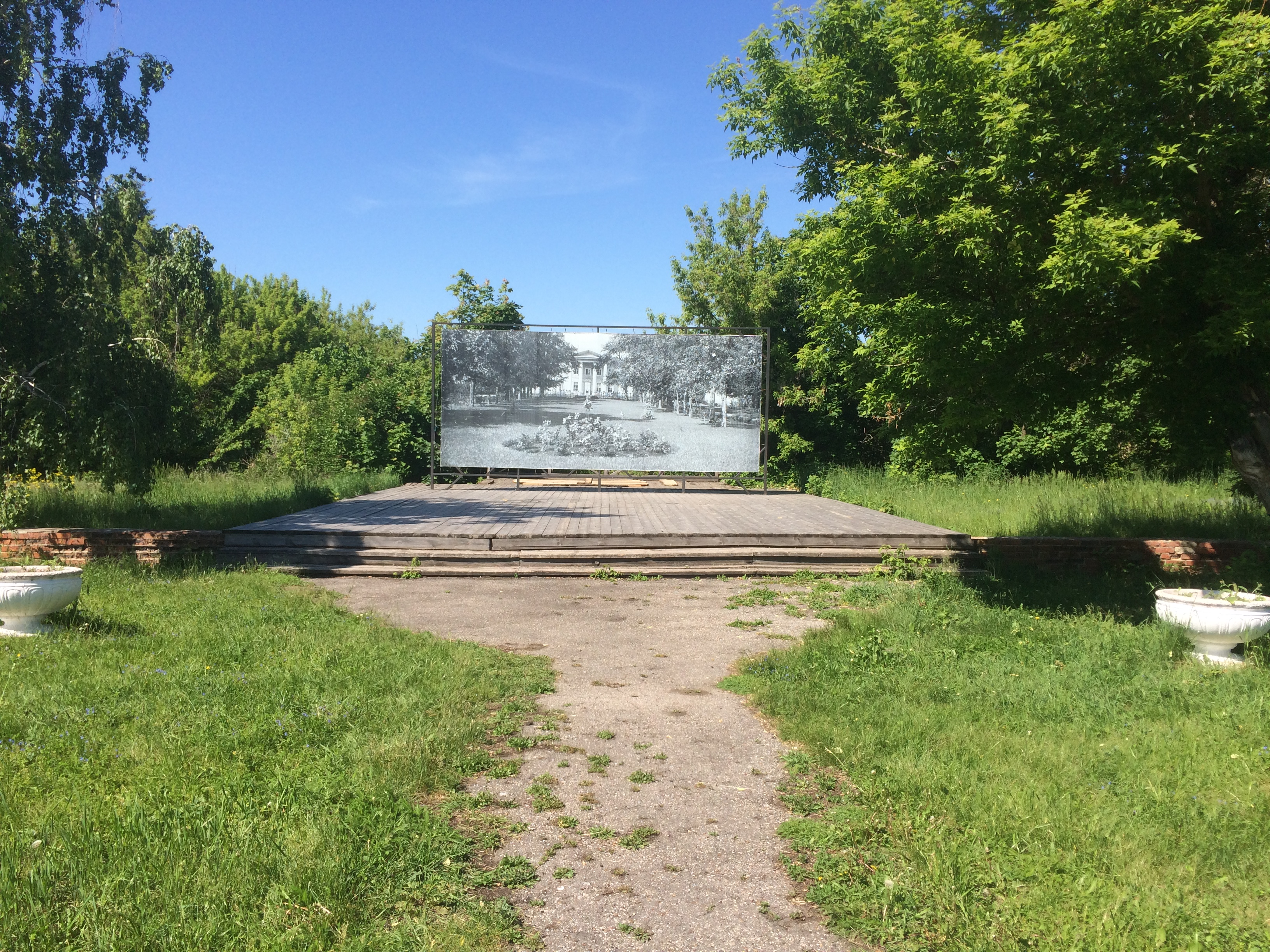
Парк усадьбы Языковых.
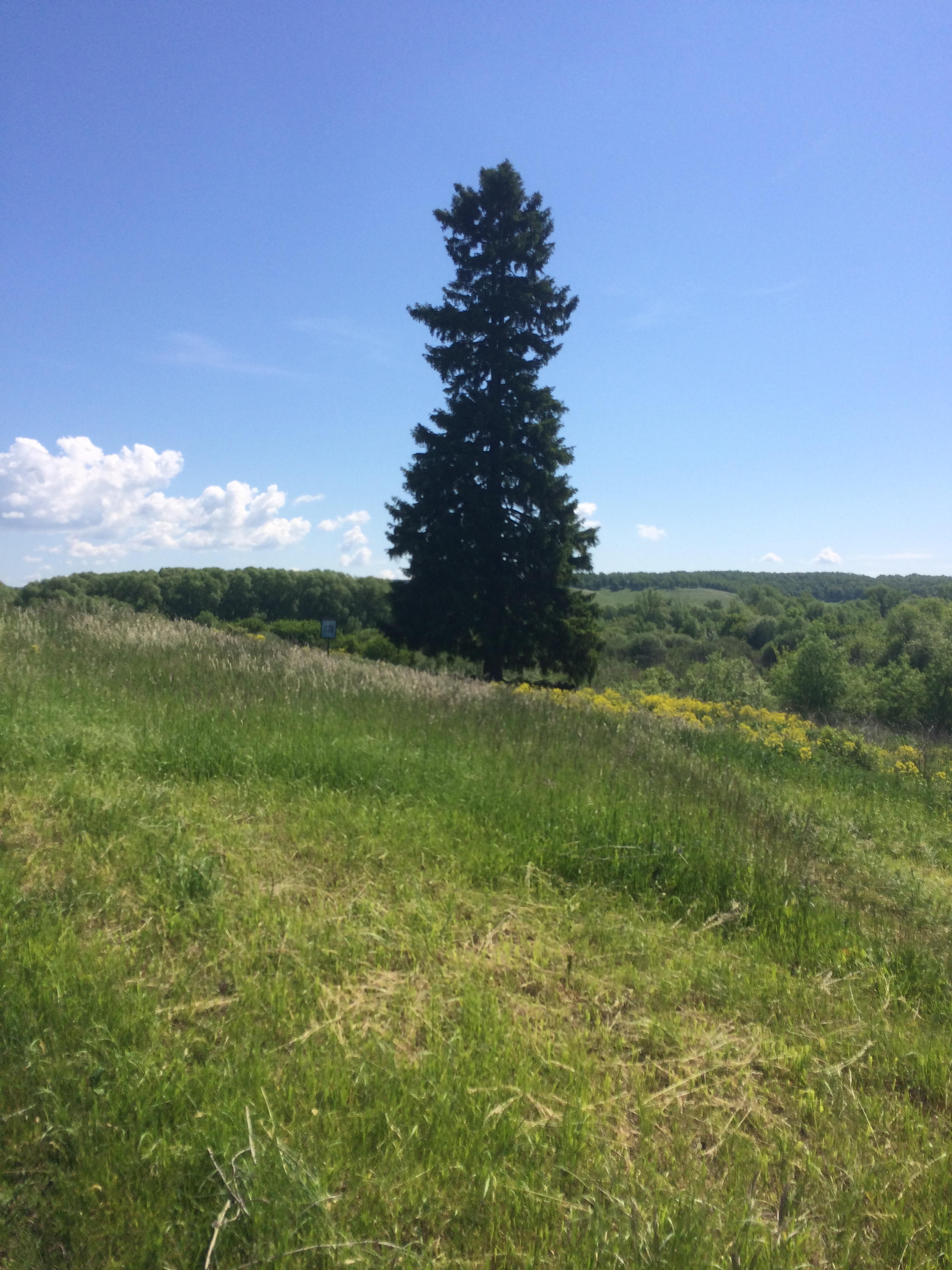
Пушкинская ель.